# 경제 정책
경제정책(經濟政策, 영어: Economic policy)은 정부가 경제 분야에 취하는 행위들을 가리킨다. 금리와 정부 예산을 설정하는 것에서부터 노동 시장, 국유권, 또 정부가 경제에 간섭하는 수많은 기타 영역을 아우른다.
이러한 정책들은 국제 통화 기금(IMF)이나 세계 은행과 같은 국제 기관들, 또 정치적 신뢰와 정당의 차기 정책에 영향을 받기도 한다.

## 종류
- 거시경제 안정화 정책 (과도한 인플레이션을 일으키지 않을 정도로 통화량 증가 유지)
- 교역 정책 (관세, 교역 조항, 국제 기관)
- 경제성장을 창줄하기 위해 만들어진 정책들
  - 개발경제학과 관련한 정책들
- 소득 재분배 관련 정책
- 규제 정책, 반독점 정책, 산업 정책, 기술 기반 경제 개발 정책[1]

## 같이 보기
- 신경제정책